# Îles Camotes
Les Îles Camotes sont un groupe d'îles situées dans la mer des Camotes aux Philippines. 

## Localisation
Elles sont situées à l'est de Cebu, au sud ouest de Leyte et au nord de Bohol. Elles sont distantes de 4 milles nautiques de Cebu City et font partie de la province de Cebu.

## Composition
Les Camotes sont composées de trois îles principales et un îlot et divisées en quatre communes. 
Sur l'île Poro on trouve les municipalités de Poro et de Tudela, sur Pacijan (de) celle de San Francisco et sur Ponson (ceb) celle de Pilar. L'îlot de Talong (ceb) fait partie de San Francisco. 
Les îles de Pacijan et Poro sont reliées par un pont-jetée. Ponson est séparée par la Mer des Camotes, à quatre kilomètres au nord-est de Poro. Tulang est située au large de la pointe nord de Pacijan.